# 17P/Холмса
Комета Холмса (17P/Holmes) — короткопериодическая комета из семейства Юпитера, открытая 6 ноября 1892 года английским астрономом-любителем (работавшим продавцом стекла) Эдвином Альфредом Холмсом (1839—1919) с помощью собственноручно изготовленного им 32-см (12-дюймового) телескопа-рефлектора. Комету он обнаружил в ходе регулярных наблюдений галактики Андромеды (M31), которые вёл с возвышенности Хорнси в северном Лондоне, где проживал. Комета получила широкую известность в октябре 2007 года, когда произошедшая на ней вспышка увеличила яркость этого небесного тела в 400 000 раз, с +17m до +2,5m звёздной величины. Эта вспышка стала самой сильной за всю историю кометных наблюдений. Комета Холмса обладает довольно коротким периодом обращения вокруг Солнца — чуть менее 6,9 года.
- Орбита кометы Холмса и её положение в Солнечной системе

## История наблюдений
Независимо от Холмса комету обнаружили Томас Андерсен — 8 ноября и Джон Дэвидсон — 9 ноября. К середине ноября некоторые астрономы высказывали предположение, что найденная комета является возвращением потерянной кометой Биэлы, но проведённые позже расчёты позволили опровергнуть эту версию. Первые эллиптические орбиты 17P/Холмса были получены независимо друг от друга Генрихом Крейцем и Джорджем Сирлом, с использованием позиций кометы за период с 9 по 17 ноября. Хотя первоначально результаты расчётов сильно разнились, в конечном итоге было установлено, что датой перигелия является 13 июня, а период составляет около 6,9 года. Таким образом, комета была обнаружена спустя пять месяцев после прохождения перигелия и за один месяц до максимального сближения с Землёй. Но как позже поняли астрономы, основной вклад в открытие кометы внесла не близость к Земле, а яркая вспышка произошедшая на её поверхности, увеличивший её яркость приблизительно до 5,0 m звёздных величин. Многие астрономы отмечали, что комета была видна невооружённым глазом в первой половине ноября и описывали её «как маленькую туманную звезду, сопоставимую по яркости с центральной частью галактики М31». Комета внезапно исчезла для невооружённого глаза во второй половине ноября, хотя до этого была легко различима. Французский астроном H. A. Kobold описывал её 6 декабря как тусклую бесформенную туманность без отчетливой конденсации. 12 января H. A. Kobold отметил, что комета находилась вблизи звезды 10,0 m звёздной величины и при этом её едва можно было различить в 46-см рефрактор в виде туманности в 30 " угловых секунд. Комета испытала ещё один всплеск яркости 16 января, который на короткое время вновь сделал её видимой невооружённым глазом. При этом ядро кометы имело магнитуду 8,0 m, а размер комы достигал 30 " угловых секунд. Наблюдения 17 января показали, что яркость кометы не изменилась, но астрономы видели очень плотное круглое ядро 14 " угловых секунды в поперечнике, окружённое симметричной туманностью размером до 39 " угловых секунд, которая придавала комете вид туманной звезды. После январского взрыва комета постепенно угасала. В последний раз её положение было измерено 13 марта 1879 года. После этого её наблюдали вплоть до 9 апреля, но измерить местоположение уже не представлялось возможным.

### Возвращение 1899 года
Предсказания о датах возвращения кометы в 1899 году были сделаны немецкими астрономами E. Kohlschütter и H. J. Zwiers. Но если E. Kohlschütter брал за основу только положения кометы в 1892 году (перигелий 8 мая), то H. J. Zwiers в своих расчётах учёл также и малейшие возмущения со стороны Юпитера и Сатурна (перигелий 28 апреля). Как оказалось позднее расчёты H. J. Zwiers были гораздо ближе к истине и требовали корректировки лишь на +0,43 суток. Комета была восстановлена 11 июня 1899 года американским астрономом Чарлзом Перрайном в Ликской обсерватории с помощью 91-сантиметрового рефрактора. Он описал её "круглую туманную массу около 30 « в диаметре, с небольшим просветлением в центре» с магнитудой 16,0 m. В тот год комета была заметна лишь в самые крупные телескопы. В последний раз она наблюдалась 21 января 1900 года.

### Возвращение 1906 года
Тот же году H. J. Zwiers выполнил расчёты даты следующего перигелия, согласно которым возвращение кометы к Солнцу должно было состояться 14 марта 1906 года. В итоге комета была восстановлена 29 августа немецким астрономом Максом Вольфом в Гейдельбергской обсерватории. Он описал её как округлую туманность магнитудой 15,5 m. Комета наблюдалась вплоть до 7 декабря. В последующие несколько десятилетий комету, несмотря на благоприятные условия наблюдений, обнаружить не удавалось и она официально была перенесена в разряд потерянных комет.

### Возвращение 1964 года
Так продолжалось вплоть до 1963 года, когда британский астроном Брайан Марсден с помощью компьютерной модели не рассчитал движение кометы вплоть до 1975 года. Он обнаружил, что между последним наблюдаемым появлением кометы в 1906 году и предстоящим появлением в 1964 году орбитальный период должен был увеличиться с 6,86 года до 7,35 года, а перигелий с 2,21 до 2,347 а. е., — комета должна была пройти его 15 ноября. Благодаря этим расчётам 16 июля 1964 года комета была переоткрыта американским астрономом Элизабет Рёмер в обсерватории Флагстафф. Она была описана как звёздоподобный объект яркостью 19,2 m со следами комы. Точные позиции указывали на то, что предсказание Марсдена нуждалось в корректировке лишь на +0,7 суток. Начиная с этого года комета наблюдалась регулярно при каждом своём возвращении.

## Вспышка 2007 года
После прохождения перигелия в начале мая, на протяжении последующих пяти месяцев комета постепенно угасала с 14,5 до 17,0 m. Так продолжалось вплоть до 23 — 24 октября, когда неожиданная вспышка на поверхности кометы всего за 42 часа увеличила её яркость до 2,8 m звёздных величин, что соответствует увеличению блеска более чем в 500 000 раз. Первым, кто сообщил об этом событии, был испанский астроном Хуан Сантана (Тенерифе, Канарские острова), наблюдая комету ранним утром 24 октября он обнаружил, что комета выглядит гораздо ярче, чем ожидалось. Вслед за ним и другие астрономы зафиксировали всплеск яркости, который поначалу находился на уровне 7,3 m звёздной величины, а уже спустя всего несколько часов комета достигла магнитуды 2,8 m и стала видна невооружённым глазом. До конца октября комету можно было наблюдать в виде ярко-жёлтой звезды в созвездии Персея, третьей по яркости среди всех звёзд этого созвездия.
В течение ноября наблюдатели сообщали о незначительном угасании кометы, при этом размер комы продолжал увеличиваться. К концу октября видимый диаметр комы увеличился с 3,3 ' угловых минут до более чем 13 ' угловых минут, что составляло примерно половину диаметра Луны. При удалённости кометы от Земли в 2 а. е., абсолютный её размер мог достигать 1 млн км или 70 % диаметра Солнца. Для сравнения — расстояние до Луны составляет 380 000 км, то есть во время вспышки 2007 года кома представляла собой сферу такого размера, что она легко включила бы в себя систему Земля — Луна. К 9 ноября кома рассеялась до размеров, превышающих размеры Солнца, и достигала значения до 1 ° углового градуса, что ненадолго сделало её самой большой протяжённой атмосферой в Солнечной системе.
Точная причина всплеска яркости неизвестна, — это могло быть столкновение с метеороидом, либо, что более вероятно, мощный выброс газа, скопившегося под поверхностью кометы. Эксперты из института Макса Планка полагают, что ключевым элементом столь неожиданного выброса является пористая поверхность кометы, скрытая толстым пылевым покровом, которая имеет большую площадь поверхности и потому аккумулирует большое количество воды и СО2 в течение нескольких месяцев до вспышки, повышая её конечную мощность. Комета оставалась видима и в феврале 2008 года в виде расплывчатого туманного пятна размером до 2 ° угловых градусов, при этом её совокупная яркость уменьшилась до 5,0 m звёздных величин. Исходя из расчётов орбиты и яркости кометы, сделанных до вспышки 2007 года, диаметр её ядра (очень приблизительно) составляет 3,4 км.
Аналогичная вспышка яркости, увеличившая магнитуду кометы на 4,0 m, произошла в январе 2015 года, но тогда комета была уже слишком далека, чтобы увидеть её без крупного телескопа.
- Положение кометы на небе в период с 25 октября 2007 по 9 марта 2008 года
- Размер и положение кометы на небе в период с 25 октября 2007 по 9 марта 2008 года
- Относительный угловой размер комы и положение кометы в течение 120 дней после вспышки
- В момент вспышки комета находилась в оппозиции к Земле, её хвост был направлен от Солнца и Земли, поэтому в первые дни для земного наблюдателя комета выглядела  как яркая сфера

## Сближение с планетами
В XX веке комета два раза испытала тесное сближение с Юпитером, ещё дважды ей предстоит встретиться с ней в XXI веке.
- 0,54 а. е. от Юпитера 9 декабря 1908 года;
  - увеличение расстояния перигелия с 2,12 а. е. до 2,34 а. е.;
  - увеличение орбитального периода с 6,86 до 7,33 года;
- 1,03 а. е. от Юпитера в апреле 1968 года;
  - уменьшение расстояния перигелия с 2,35 а. е. до 2,16 а. е.;
  - уменьшение орбитального периода с 7,35 до 7,05 года;
- 1,50 а. е. от Юпитера в январе 2004 года
  - уменьшение расстояния перигелия с 2,17 а. е. до 2,05 а. е.;
  - уменьшение орбитального периода с 7,07 до 6,88 года;
- 0,85 а. е. от Юпитера 8 апреля 2051 года;
  - увеличение расстояния перигелия с 2,06 а. е. до 2,21 а. е.;
  - увеличение орбитального периода с 6,89 до 7,21 года.